# Sisyphus muricatus
Sisyphus muricatus är en skalbaggsart som beskrevs av Olivier 1789. Sisyphus muricatus ingår i släktet Sisyphus och familjen bladhorningar. Inga underarter finns listade i Catalogue of Life.